# بيجليتكوماندو دس فوهررس
إس إس-بيجليتكوماندو دس فوهررس ("مرافقة الفوهرر"؛ SS-BKdF)، والتي عرفت لاحقًا باسم Führerbegleitkommando (Führer Escort Command؛ FBK) في الأصل عبارة عن تشكيل شوتزشتافل مؤلف من ثمانية أفراد تم تشكيله من تشكيل أمني مؤلف من 12 رجلًا (المعروفة SS-Begleitkommando) مهمته حماية حياة أدولف هتلر في أوائل الثلاثينيات. تم إنشاء وحدة حراسة شخصية أخرى هي جهاز أمن الرايخ في عام 1933، وفي العام التالي حلت محل دي فوهرر في توفير الأمن الشامل لهتلر في جميع أنحاء ألمانيا. واصل دي فوهرر تحت قيادة منفصلة عن جهاز امن الرايخ وتوفير الأمن الشخصي لهتلر. عملت الوحدتان معًا من أجل أمن هتلر وحمايته، خاصة أثناء الرحلات والمناسبات العامة. ومع ذلك، فقد عملوا في مثل هذه الأحداث كمجموعات منفصلة واستخدموا مركبات منفصلة. عندما تم توسيع وحدة دي فوهرر، تم اختيار الضباط والرجال الإضافيين من لايبشتاندارته أدولف هتلر. وقد استخدم هتلر غالبية هؤلاء الرجال الإضافيين كحراس لمساكنه.
رافقت دي فوهرر هتلر في جميع رحلاته وكانت دائمًا حاضرًا في Führerhauptquartiere المختلفة ( Führer Headquarters؛ FHQ) طوال الحرب العالمية الثانية. عندما كانت في الخدمة، كان أعضاء دي فوهرر هم المسلحون الوحيدون الذين سمح لهم بالاقتراب من هتلر. ظلت الوحدة مسؤولة عن الحماية الشخصية لهتلر حتى انتحاره في برلين في 30 أبريل 1945.

## سجل الخدمة

### التوسع وإعادة التسمية

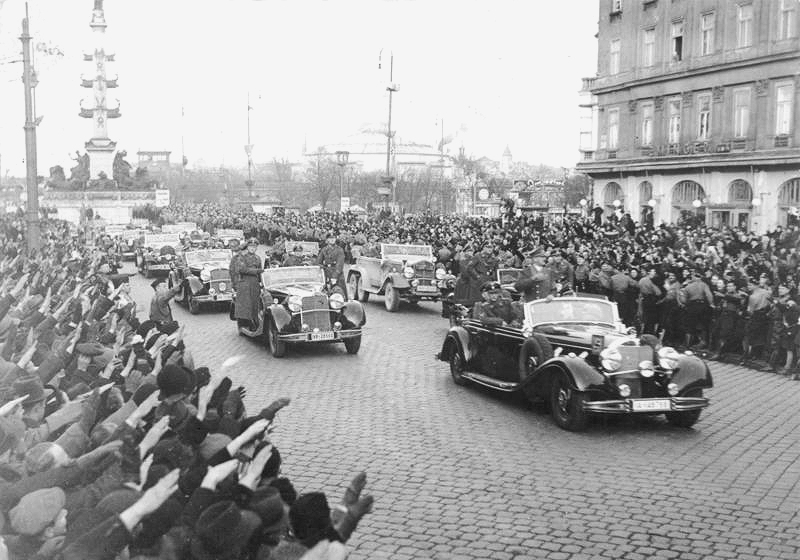
يرافق موكب هتلر مرافقة الفوهرر وجهاز أمن الرايخ السيارات إلى اليسار واليمين خلف سيارته، بينما يتجهان نحو وسط مدينة فيينا في عام 1938

تم توسيع SS-Begleitkommando وأصبحت تعرف باسم Führerbegleitkommando (Führer Escort Command؛ FBK).  بحلول عام 1937، نمت الوحدة إلى 37 عضوًا.  بقيت مرافقة الفوهرر تحت قيادة منفصلة وتوفر الأمن الشخصي الوثيق لهتلر.  تم ضك أعضاء إضافيين لمرافقة الفوهرر من لايبشتاندارته أدولف هتلر.  استخدمها هتلر في مهمة الحراسة، ولكن أيضًا كنوادل وسعاة.  بينما كانت تحت سيطرة زعيم الرايخ إس إس هاينريش هيملر، أخذت لامرافقة الفوهرر أوامره مباشرة من هتلر، مما أثار إحباط هملر.  لأغراض إدارية، كانت مرافقة الفوهرر تحت سيطرة لايبشتاندارته أدولف هتلر. لم يغير ذلك من حقيقة تلقي الوحدة لأوامرها من هتلر وفي السنوات اللاحقة من مساعد رئيسه ، يوليوس شوب، من خلال أوامر التشغيل اليومية المقدمة إلى يوهان راتينهوبر، رئيس جهاز أمن الرايخ. 

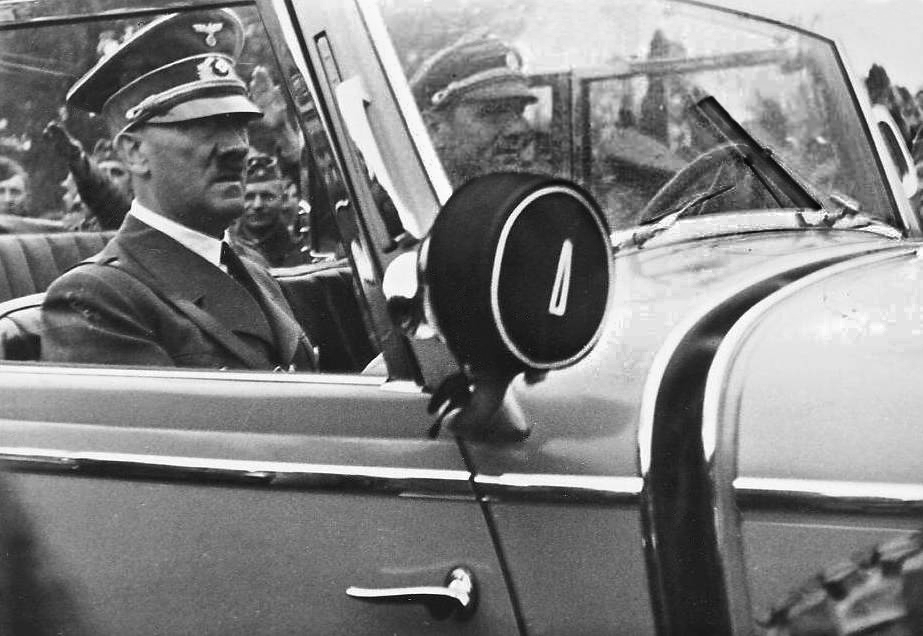
هتلر وسائقه إريك كيمبا في سيارة مرسيدس دبليو31 - سبتمبر 1939، بولندا

## 1945
تم تعيين إس إس- أوبرستورمبانفورر فرانز شيلد كآخر قائد لمرافقة الفوهرر في 5 يناير 1945، بعد إقالة برونو جيتشه في ديسمبر 1944.  

## الأعضاء الأصليون
- Bodo Gelzenleuchter [2]
- ويلي هرزبرجر [2]
- كورت جيلديش [2]
- برونو جيتشه [1]
- فرانز شيلد [1]
- إريك كمبكا [2]
- أغسطس كوربر [2]
- أدولف دير [2]

## القادة
قائد جهاز امن الرايخ:
- يوهان راتينهوبر (1933-1945) [1]

قادة إس إس-بيجليتكوماندو (المعروف لاحقًا باسم: FBK):
- Bodo Gelzenleuchter: من مارس 1932 إلى وقت لاحق من نفس العام [2]
- ويلي هيرزبرجر: الجزء اللاحق من عام 1932 إلى 11 أبريل 1933 [2]
- كورت جيلديش: من 11 أبريل 1933 إلى 15 يونيو 1934 [2]
- برونو جيتشه: من 15 يونيو 1934 إلى أبريل 1942 ومن ديسمبر 1942 إلى ديسمبر 1944 [2]
- فرانز شيلد: من يناير إلى أبريل 1945 [1]

## أعضاء مرافقة الفوهرر البارزين
- ايوالد ليندلوف [5]
- فريتز دارجيس [2]
- هانز هيرمان جونج [2]
- هاينز لينجي [2]
- كارل فيلهلم كراوس [2]
- ماكس ونش [2]
- أوتو غونش [2]
- ريتشارد شولز كوسين [2]
- روشوس ميش [4]

### اقتباسات
1. 1 2 3 4 5 6 7  Joachimsthaler 1999.
2. 1 2 3 4 5 6 7 8 9 10 11 12 13 14 15 16 17 18 19  Hoffmann 2000.
3. 1 2  O'Donnell 1978.
4. 1 2 3  Felton 2014.
5. ↑  Kershaw 2008.